# النک
النک (انگلیسی: Elnec) شرکت نرم‌افزار در اسلواکی است، که در سال ۱۹۹۱ تأسیس شد.